# Desa Waluya (administrativ by i Indonesien, lat -6,26, long 107,19)
Desa Waluya är en administrativ by i Indonesien.   Den ligger i provinsen Jawa Barat, i den västra delen av landet, 40 km öster om huvudstaden Jakarta.